# نموذج مناخ

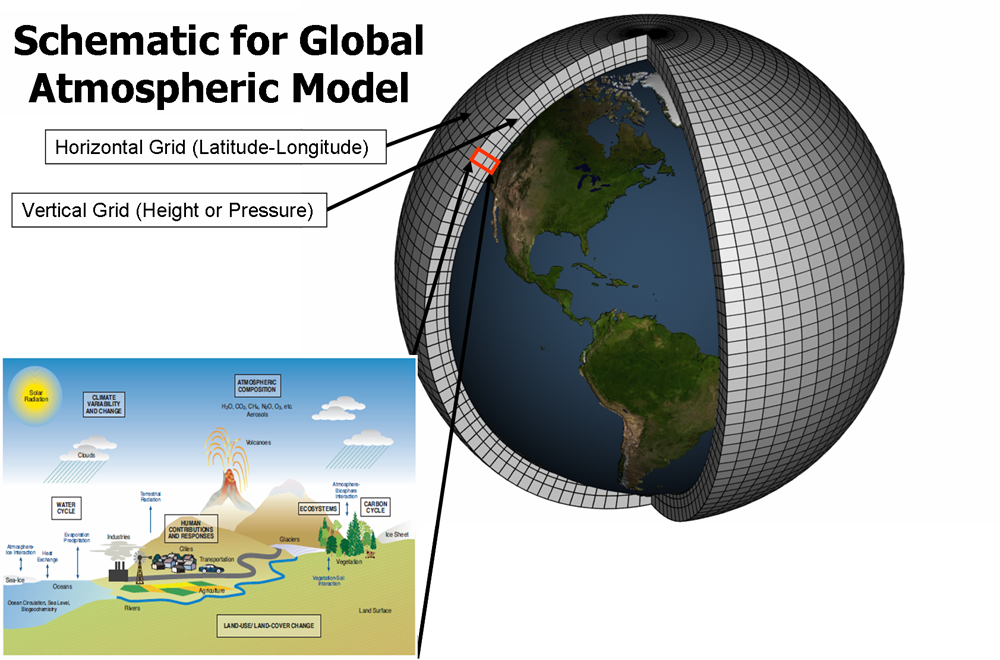
النماذج المناخية هي أنظمة تفاضيلة تستند إلى القوانين الأساسية للفيزياء وجريان الموائع والكيمياء. لتشغيل نموذج، يقسم العلماء الكوكب إلى شبكة ثلائية الأبعاد، ويطبّقون المعادلات الأساسية، ويقيّمون النتائج. تحسب النماذج الجوية الرياح وانتقال الحرارة والإشعاع والرطوبة النسبية وعلم المياه السطحي في كل شبكة وتقييم التفاعلات في النقاط المجاورة.

تستخدم النماذج المناخية العددية البحوث الكمّية لمحاكاة تفاعلات العوامل المناخية الهامة، بما في ذلك غلاف الأرض الجوي والمحيط
والتضاريس والغلاف الجليدي. وتستخدم لأغراض متنوعة من دراسة ديناميكيات النظام المناخي إلى تقدير مناخ المستقبل. وقد تكون نماذج المناخ أيضاً نماذج نوعية (أي ليست رقمية) أو سرد وصفي للمستقبل المحتمل.
تأخذ النماذج المناخية الكمية في الاعتبار الطاقة الواردة من الشمس كموجات كهرومغناطيسية قصيرة، وأطياف مرئية رئيسية وأشعة تحت حمراء قصيرة الموجة، وكذلك كموجات طويلة صادرة (كهرومغناطيسية). أي خلل ينتج عنه ديناميكا حرارية.
تختلف النماذج الكمية من حيث التعقيد:
- نموذج نقل الإشعاع الحراري بسيط، يتصل بالأرض كنقطة واحدة ومعدلات متوسطة من الطاقة الصادرة.
- يمكن توسيعه رأسياً (نماذج الحمل الإشعاعي) و\أو طولياً.
- نموذج المناخ العالمي، اقتران الغلاف الجوي-المحيط-الجليد البحري، يحل المعادلات الكاملة لنقل الكتلة والطاقة والتبادل الإشعاعي.
- يمكن لنماذج الصناديق معالجة التدفقات عبر أحواض المحيطات وداخلها.
- يمكن ربط أنواع أخرى من النمذجة، كاستخدام الأرض، ما يسمح للباحثين بالتنبؤ بالتفاعل بين المناخ والنظام البيئي.

## النماذج الصندوقية
النماذج الصندوقية نسخ مبسطة من الأنظمة المعقدة، وذلك بتمثيلها بصناديق (أو خزانات) ترتبط بأشعة تدفق. يفترض أن الصناديق ممزوجة بشكل متجانس. ولذا فإن تركيز أي صنف كيميائي في أي صندوق بعينه منتظم. ولكن وفرة الأصناف في صندوق ما قد يتغير تبعًا للزمن بسبب الدخل إلى (أو الفقد من) الصندوق، أو بسبب إنتاج، أو استهلاك، أو تفكك هذا الصنف ضمن الصندوق.
غالبًا ما تفيد النماذج الصندوقية البسيطة –أي النماذج الصندوقية ذات العدد القليل من الصناديق التي لا تتغير خصائصها (مثلًا حجمها) بمرور الزمن– في اشتقاق صيغ تحليلية تصف ديناميكية صنف ما ووفرته في الحالة المستقرة. عادةً تحل النماذج الصندوقية المعقدة باستخدام الطرائق العددية.
تستخدم النماذج الصندوقية بشكل كثيف لنمذجة الأنظمة البيئية أو الأنظمة الحيوية وفي دراسات دوران المحيطات ودورة الكربون. وتعد حالاتٍ من نموذج المقصورات المتعددة.

## النماذج الحملية الإشعاعية
يحدد النموذج صفري الأبعاد أعلاه، باستخدام الثابت الشمسي ودرجة حرارة وسطية محددة للأرض، الانبعاثية الفعالة للأرض لإشعاعات الموجات الطويلة المنبعثة إلى الفضاء. يمكن تعديل هذا للخط العمودي لينتج نموذج حملي إشعاعي وحيد البعد يدرس عمليتين لانتقال الطاقة:
- الانتقال الإشعاعي الصاعد والهابط عن طريق الطبقات الجوية التي تمتص الأشعة تحت الحمراء وترسلها
- الانتقال الصاعد للحرارة بالحمل الحراري (وهو ذو أهمية خاصة في طبقة التروبوسفير الدنيا).

للنماذج الحملية الإشعاعية مزايا تفضلها عن النموذج المبسط؛ إذ يمكنها تحديد آثار تغير تركيزات غازات الدفيئة على الانبعاثية الفعالة وبالتالي على درجة الحرارة السطحية. ولكن هناك حاجة لمؤشرات إضافية لتحديد الانبعاثية الموضعية والوضاءة ودراسة العوامل التي تنقل الطاقة حول الأرض.